# Марафон (місто)
Марафо́н або Марато́н (грец. Μαραθώνας) — місто в Атиці, (Греція), розташоване на північ від Афін. Місто обслуговує аеропорт Котроні.
Згідно з Павсанієм, назване на честь героя Марафона. У міфах Марафон відомий Марафонським биком, якого піймав Тесей.
Під Марафоном 13 вересня 490 до н. е. під час греко-перської війни грецькі війська під командуванням Мільтіада здобули рішучу перемогу над перськими військами Дарія І (Битва під Марафоном).
У Марафоні стартував перший марафонський забіг.

## Населення
| Рік  | Місто | Муніципалітет |
| ---- | ----- | ------------- |
| 1981 | 4 841 | -             |
| 1991 | 5 453 | 12 979        |
| 2001 | 4 399 | 8 882         |